# Eduard Ivanovitj Totleben
Eduard Ivanovitj Totleben,  (russisk: Эдуа́рд Ива́нович Тотле́бен, nogle gange translittereret som Todleben; 20. maj 1818 i Mitau i Guvernement Kurland – 1. juli 1884 i Bad Soden i Tyske Kejserrige) var en tyskbaltisk greve og russisk ingeniørgeneral. Totleben uddannedes på ingeniørskolen i Sankt Petersborg i årene 1832—36, hvorpå han som underløjtnant indtrådte i ingeniørkorpset. I 1847—50 deltog han i kampene i Kaukasus og var her virksom ved flere belejringer. Som oberstløjtnant i general Schilder-Schuldners stab udmærkede han sig 1854 ved belejringen af Silistria; men den store berømmelse og sit højt ansete navn vandt han under forsvaret af Sevastopol, hvor han med en enestående dygtighed og energi bragte byens sydfront i en sådan stand, at det lange og seje forsvar, der væsentligst blev ledet af ham, kunne føres. I juni 1855 såredes han og måtte af den grund indstille sin virksomhed foreløbig. Han udnævntes til generalløjtnant og generaladjudant hos kejseren samt i 1860 til direktør for krigsministeriets ingeniørdepartement og generalinspektør for ingeniørvæsenet; som sådan udfoldede han stor virksomhed ved forbedring af russiske fæstninger. Under den russisk-tyrkiske krig i 1877—78 blev han kaldt til krigsskuepladsen for at lede angrebsarbejderne mod Plevna. Efter hans dygtige virksomhed her ophøjedes han ved byens fald i grevestanden. Han fik senere ledelsen af indeslutningen af de bulgarske fæstninger og i april 1878 overkommandoen i Tyrkiet. I 1879 blev han generalguvernør i Odessa og året efter i Vilnius. Han har udgivet Défense de Sébastopol (Sankt Petersborg, 1864).